# Carmem de Oliveira
Carmem de Oliveira, född 17 augusti 1965, är en friidrottare från Brasilien. Han deltog vid olympiska sommarspelen 1992.